# 박진영 (야구 선수)
박진영(朴晋永, 1985년 3월 27일 ~ )은 KBO 리그 전 KIA 타이거즈, 고양 원더스의 내야수이다.

## KIA 타이거즈 시절
2008년 2차 3순위로 KIA 타이거즈에 입단하였다. 2008년 포스트시즌 탈락 이후 후반 신예들을 주로 기용한다는 조범현 KIA 감독의 방침에 의해 9월부터 김종국과 함께 주로 2루수로 기용되어, 26타수 8안타 0.308 타율을 기록하였다. 상무에서 퓨처스리그 등 2군 리그에서 주로 활약하다 2012년 시즌 이후 팀에서 방출당한다.

## 출신 학교
- 대구본리초등학교
- 경상중학교
- 대구고등학교
- 연세대학교